# Hüseyin Tok (Fußballspieler, 1988)
Hüseyin Tok (* 9. September 1988 in Sakarya) ist ein türkischer ehemaliger Fußballspieler.

## Karriere

### Verein
Zuvor spielte er mit 18 Jahren ein Jahr für den in Adapazarı beheimateten Club Sakaryaspor, der durch den Nationalspieler Hakan Şükür bekannt wurde. Bei dem damaligen Erstligisten gab er in der Ligapartie vom 4. März 2007 gegen Ankaraspor sein Profidebüt und spielte nach diesem Spiel alle nahezu alle verbleibenden Spiele. Nachdem der Verein zum Saisonende den Klassenerhalt verpasst hatte, ging Tok mit in die TFF 1. Lig. Wie erreichte er mit seinem Team zum Saisonende den Playofffinale, unterlag in diesem Eskişehirspor und verpasste so den Wiederaufstieg in die Süper Lig.
Zur neuen Saison wechselte Tok zum Zweitligisten Manisaspor. Mit diesem Verein feierte Tok zum Saisonende die Meisterschaft in der 1. Lig und damit den Aufstieg in die Süper Lig. Nach drei Jahren Erstligazugehörigkeit stieg er mit Manisaspor im Sommer 2012 wieder in die 1. Lig ab. Hier erreichte man im Sommer 2013 zwar das Playofffinale, jedoch verpasste man durch eine 0:2-Niederlage gegen Konyaspor den Wiederaufstieg.
Zum Sommer 2013 wechselte Tok innerhalb der TFF 1. Lig zum Erstligaabsteiger Istanbul Büyükşehir Belediyespor.
Am Ende der Saison 2013/14 wechselte Tok zum Zweitligisten Şanlıurfaspor. Damit folgte er seinem Trainer Cihat Arslan der bei Istanbul BB keine Vertragsverlängerung erhielt und zur neuen Saison Şanlıurfaspor übernahm. Zur Spielzeit 2015/16 wurde er vom Zweitligisten Balıkesirspor verpflichtet.
In der Wintertransferperiode 2016/17 kehrte er zu Manisaspor zurück. Nach einem letzten Jahr, das er bei Sancaktepe Belediyespor verbrachte, beendete er seine Karriere.

### Nationalmannschaft
Tokr durchlief die türkische U-17-, die U-19- und die U-21-Türkische Nationalmannschaft.
2011 wurde er im Rahmen eines Testspiels in den Kader der 2. Auswahl der Türkischen Nationalmannschaft nominiert, saß aber bei der Partie gegen die 2. Garde Finnlands auf der Ersatzbank.

## Erfolge
Manisaspor
- Meister der TFF 1. Lig und Aufstieg in die Süper Lig: 2008/09

Istanbul Büyükşehir Belediyespor
- Meister der TFF 1. Lig und Aufstieg in die Süper Lig: 2013/14